# Turdus nudigenis
Turdus nudigenis е вид птица от семейство Turdidae.

## Разпространение
Видът е разпространен в Ангуила, Антигуа и Барбуда, Барбадос, Бразилия, Венецуела, Гренада, Гваделупа, Гвиана, Доминика, Колумбия, Мартиника, Монсерат, Сейнт Китс и Невис, Сейнт Лусия, Сейнт Винсент и Гренадини, Суринам, Тринидад и Тобаго и Френска Гвиана.